# Aphyosemion passaroi
Aphyosemion passaroi е вид лъчеперка от семейство Nothobranchiidae. Видът е застрашен от изчезване.

## Разпространение
Разпространен е в Габон.

## Описание
На дължина достигат до 5 cm.